# أربانت
شبكة وكالة مشاريع الأبحاث المتطورة أو شبكة وكالة مشاريع الأبحاث المتقدمة أو شبكة أربا(بالإنجليزية: Advanced Research Projects Agency Network)، اختصاراً: ARPANET وتُنقحَر إلى أربانت، هي شبكة حاسوب من أوائل شبكات نقل البيانات باستخدام تقنية تبديل الرزم في العالم، ربطت بين عدد من الجامعات والمؤسسات البحثيّة في الولايات المتحدة، واستخدمت لأغراض علميّة وأكاديميّة. وهي النواة الأولى لشبكة الإنترنت وأول شبكة نقل بيانات تستخدم حزمة بروتوكولات الإنترنت (TCP/IP). كل من هاتين التقنيتين أصبحتا نقطةً علامة في إنشاء شبكة الإنترنت. مُوّلت شبكة الأربانت بواسطة وكالة مشاريع البحوث المتطورة (داربا) التابعة لوزارة الدفاع الأميركيّة وخضعت لإشرافها.
اعتمدت طريقة تبديل الرزم المستعملة في شبكة الأربانت على المفاهيم الموضوعة من قبل الباحثين الأميركيين ليونارد كلينروك وبول باران ولورانس روبرتس والباحث البريطاني دونالد ديفيس. وقام بتطوير حزمة بروتوكولات الإنترنت الخاصة بشبكة الأربانت روبرت خان وفينت سيرف، وقد استُلهمت العديد من المفاهيم الخاصّة بها من مشروع سيكلاد الفرنسيّ، الذي طُوّر بإشراف لويس بوزان.
مع تقدّم المشروع، طُوّرت عدد من بروتوكولات الربط بين الشبكات بحيث أصبح بالإمكان توصيل عدّة شبكات مُختلفة مُنفصلة مع بعضها البعض لتشكّل شبكة من الشبكات. في العام 1981م، وُسّعت شبكة الأربانت عندما قامت مؤسسة العلوم القوميّة (NSF) بتشغيل شبكة علوم الحاسوب. في عام 1982م اعتُمدت حزمة بروتوكولات الإنترنت كنموذج قياسي في شبكة الأربانت. وفي أوائل الثمانينات، موّلت مؤسسة العلوم القوميّة إنشاء عدد من المراكز القوميّة للحواسب الفائقة في عدة جامعات، ثُمّ دعمت في العام 1986م توصيلها مع شبكة مُؤسسة العلوم القوميّة (NSFNET)، وقد سمح لهذا المشروع للمراكز البحثيّة والمُؤسسات التعليميّة في الولايات المتحدة بالنفاذ إلى شبكة الحواسيب الفائقة. أخُرِجَت شبكة الأربانت من الخدمة في العام 1990.

## نبذة تاريخيّة

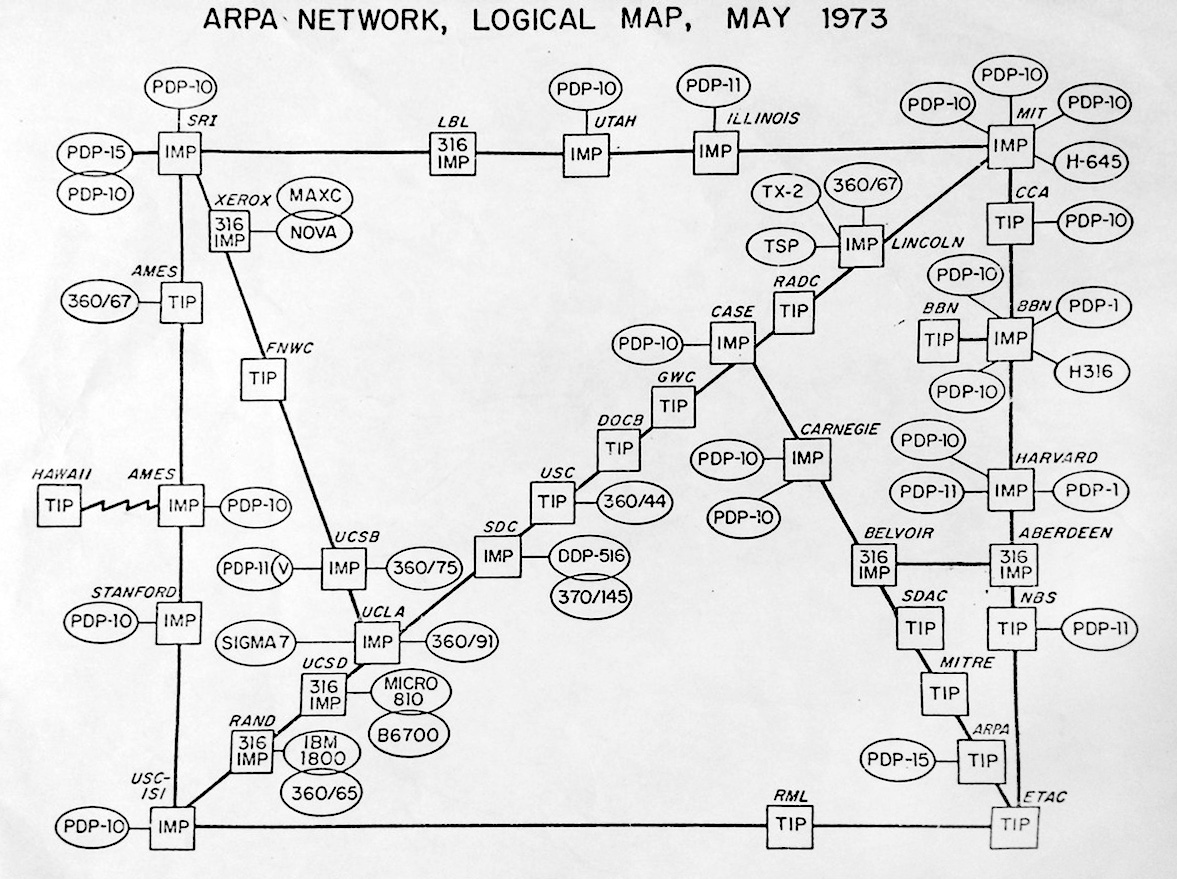
مُخطط توزّع شبكة الأربانت في عام 1973م.

خريطة لامتداد شبكة الأربانت في شهر سبتمبر من العام 1974م في الولايات المتحدة الأميركيّة.

كان مفهوم تبديل الرزم، الذي يُسيطر اليوم على شبكات نقل البيانات، ما يزال جديداً في الوقت الذي أُنشئت شبكة الأربانت فيه. قبل وجود هذا المفهوم، كان مفهوم تبديل الدارات هو المسيطر في نقل الصوت والبيانات على حد سواء، حيث تخصص دارة كهربائيّة ماديّة محددة لنقل البيانات بين طرفي كل اتصال، وقد تكون هذه الأطراف أجهزة حاسوب أو هواتف. تُحجز وتخصص الدارة الكهربائيّة على شكل سلسلة من الأسلاك التي تصل بين عدد من مقاسم القنوات الهاتفيّة على طول المسار بين المصدر والوجهة.
في شبكات تبديل الرزم، لا تُخصص قناة لكل اتصال، بل تُستخدم قناة أو قنوات اتصال مشتركة لنقل البيانات التي تكون على شكل رزم بيانات. تسمح هذه التقنيّة بتشارك قناة الاتصال وبإمكانية توجيه الرزم الخاصّة بكل اتصال بشكلٍ مُختلفٍ، بحيث يمكن أن تسلك الرزم المرسلة من أحد الأطراف إلى الآخر مساراتٍ مُختلفة لتبلغ وجهتها النهائيّة.
شُكلت الأفكار الأولى لشبكات الحواسيب بحيث تسمح بإجراء اتصالات عامّة الغرض بين مُستخدمي الحواسب على يد جوزيف ليكليدر (J. C. R. Licklider) في شركة بي بي إن للتكنولوجيا، في شهر أبريل من العام 1963 في مذكرة تناقش مفهوم: «شبكة حاسب بين مجريّة» (Intergalactic Computer Network)، شملت هذه المذكرة العديد من ميزات شبكة الإنترنت المُعاصرة. في شهر أكتوبر من العام 1963م، عُيّن ليكليدر رئيسًا لبرامج علوم السلوك والتحكّم في وكالة مشاريع البحوث المُتطورة، وعلى الرغم من أنه غادر منصبه قبل أن تبدأ الوكالة تطوير شبكة الأربانت، لكنّه لعب دوّراً مِحوريّاً في إقناع روبرت تايلور وإيفان سذرلاند بأهميّة المشروع.
واصل تايلور وسذرلاند شغفهما في إنشاء الشبكة، وكان هناك هدفان أساسيان لعملهما، الأول هو السماح للباحثين والأكاديمين المدعومين من وكالة مشاريع البحوث المتطورة باستخدام الحواسب المقدمة من الوكالة عن بعد، والثاني هو تطوير إمكانية لنشر البرمجيات الجديدة أو نتائج الأبحاث بشكلٍ سريع. في مكتب تايلور، تواجدت ثلاث حواسب، كل منها متصل مع حواسب أخرى بعيدة، الأول متصل مع الحاسب كيو 32 (Q-32) في شركة تطوير النظام (System Development Corporation) في سانتا مونيكا، والثاني مع حاسب في مشروع جيني (Project Genie) في جامعة بركلي، والثالث مع نظام مولتكس في معهد ماساتشوستس للتكنولوجيا. تايلور تحدّث لاحقاً في لقاء صحفي عن ذلك: «لكل حاسب من هذه الثلاثة، كان هناك ثلاث مجموعات من الأوامر. لذلك، فإذا كنت أتكلم عبر الشبكة مع أحدهم في سانتا مونيكا، ورغبت بالحديث مع شخص آخر في بركلي أو ماساشوستس، كان يتوجب عليّ تغيير الحاسب والانتقال إلى الحاسب المُتصل مع الشخص الآخر. لذلك قلت لنفسي، يا رجل ! من الواضح ما يجب عمله: يوجد ثلاث حواسب، يجب أن يوجد حاسب واحد فقط يسمح بالنفاذ إلى أي مكان تريده، هذه الفكرة هي شبكة الأربانت».
في نفس الوقت، ومنذ بداية السيتينيات، عمل بول باران في مؤسسة راند للأبحاث والتطوير على تطوير أنظمة قادرة على النجاة من حرب نوويّة، وقد نجح في صياغة فكرة تبديل الرزم التي أسماها تبديل كتلة الرسالة المُتكيفّة المُوزّعة. وقد نجح دونالد ديفيس في مختبر الفيزياء القومي (NPL) في المملكة المتحدة في الوصول لنفس النتيجة بشكلٍ مُستقل في العام 1965م. وقد لفت عمله انتباه مطوري شبكة الأربانت أثناء عرضه في مؤتمر في غاتلينبورغ، تينيسي في أوكتوبر من العام 1967م. ثم صاغ مصطلح تبديل الرزم، وطبّقه بشكلٍ عمليّ في شبكة مختبر الفيزياء القومي في 5 أغسطس 1968م. ثُمّ طبّق لورانس روبرتس مفهوم تبديل الرزم في شبكة الأربانت، لتصبح الأربانت ثاني شبكة تُطبّق مفهوم تبديل الرزم على مُستوى العالم. ثُمّ وُصِلت هاتان الشبكتان مع بعضهما البعض في العام 1973م. كان معدل النقل في شبكة مختبر الفيزياء القومي هو (768) كيلوبت في الثانية، أما في شبكة الأربانت فقد ارتفع معدل النقل المقترح من (2.4) كيلو بت في الثانية حتى (50) كيلو بت في الثانية.
في 28 فبراير 1990 أخرجت شبكة الأربانت من الخدمة بشكل نهائي.
منح معهد مُهندسيّ الكهرباء والإلكترونيّات نقطتين علّامتين في تاريخ التقنية لمشروع الأربانت هما: إنشاء شبكة الأربانت ومكان ميلاد شبكة الإنترنت.

### إنشاء الشبكة

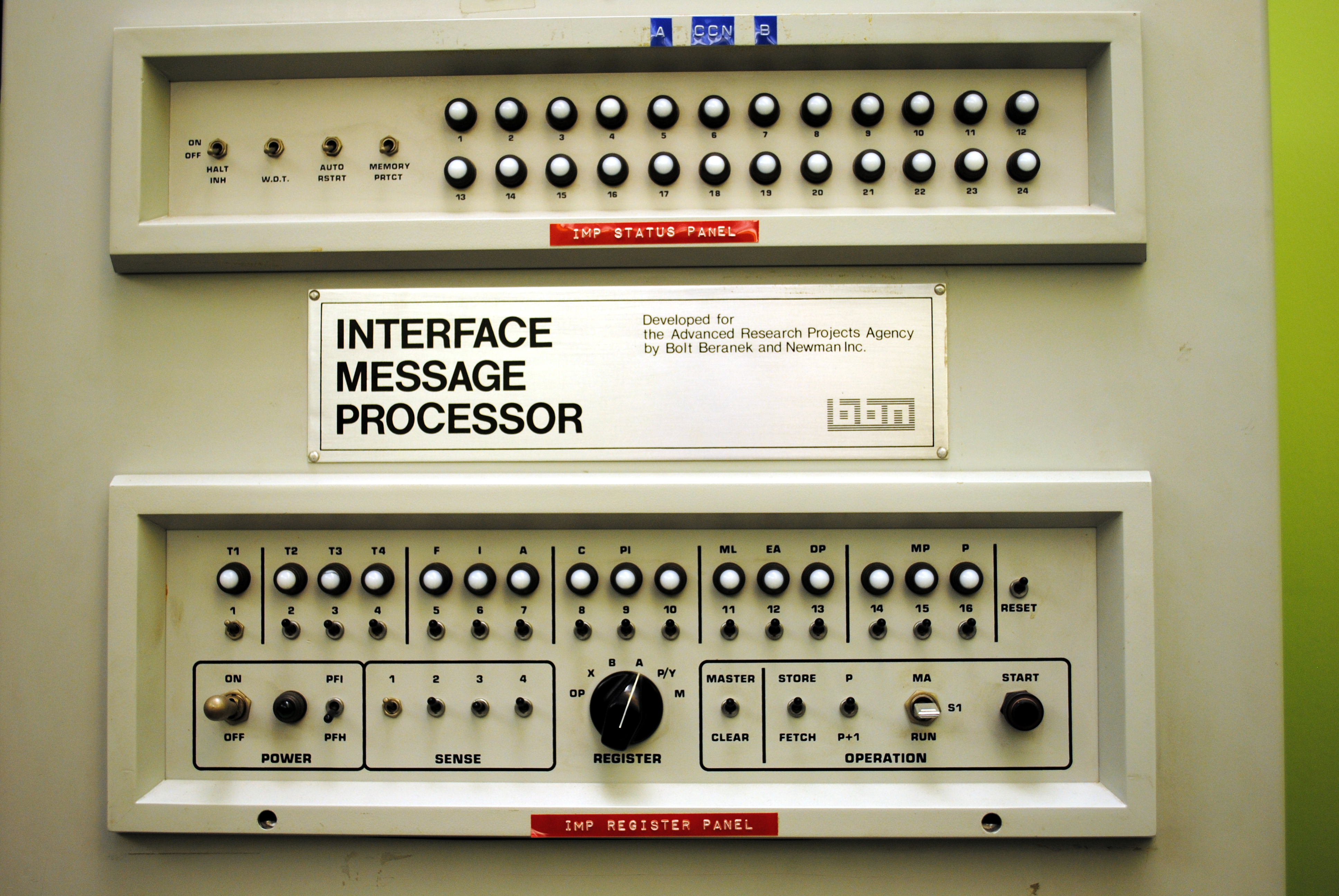
لوحة التحّكم الأماميّة لمُعالج رسائل المنفذ (IMP) الذي استخدم في جامعة كاليفورنيا في لوس أنجلوس.

مع حلول منتصف العام 1968م، كان تايلور قد أنهى وضع رؤية كاملة لشبكة حواسيب. وبعد الحصول على موافقة وكالة مشاريع البحوث المُتطوّرة استدراجت العروض، لكّن الشركات العاملة في مجال الحاسب اعتبرت اقتراحات تايلور غريبة، وحصلت الوكالة على اثني عشر عرضاُ فقط، أُخذ أربع منها بعين الاعتبار، ثُمّ اختُصرت القائمة إلى اثنين فقط، وأخيراً مُنِح العقد لشركة بي بي إن للتكنولوجيا في 7 أبريل 1969م. شُكل فريق مكون من سبعة أشخاص من ذووي الاختصاصات التقنية المدرجة في طلب استدراج العروض، بقيادة فرانك هارت وأثمر ذلك سريعاً بإنتاج أول نموذج للنظام.
جاءت الشبكة المُقترحة من قبل بي بي إن للتكنولوجيا موافقة لرؤية تايلور: وهي شبكة مكوّنة من حواسب صغيرة سُمّيت مُعالجات رسائل المنفذ تربط بين الموارد المحليّة، وهي شبيهة من حيث المبدأ بالمُوجّهات. في كل موقع، قامت هذه المُعالجات بتبديل الرزم اعتماداً على تقنية التخزين والتوجيه (store-and-forward)، عن طريق خطوط مستأجرة ومُودمات بمعدل نقل ابتدائيّ هو (56) كيلو بت في الثانية، أمّا الحواسب، فقد اتصلت مع مُعالجات رسائل المنفذ بواسطة منافذ تسلسُليّة. صُمم كامل النظام ورُكب، المعدّات والبرمجيّات، في تسعة أشهر فقط.
بُني الجيل الأول من مُعالجات رسائل المنفذ (IMP) بإشراف شركة بي بي إن للتكنولوجيا باستعمال حاسوب متين من إصدارت شركة هانيويل، وتحديداً الإصدار هانيويل (DDP-516)، الذي احتوى على ذاكرة رئيسيّة مغناطيسيّة قابلة للتوسيع بحجم (24) كيلوبايت، مع وحدة نفاذ مباشر إلى الذاكرة مزوّدة بست عشرة قناة. بالإضافة لمؤشرات التنبيه في الواجهة الأماميّة، زُوّد الحاسب هانيويل (DDP-516) بمجموعة مكونة من (24) مؤشر لإظهار حالة قنوات الاتصال لمُعالجات رسائل المنفذ. كان باستطاعة كل مُعالج رسائل منفذ أن يدعم أربع مُضيفيين محليين، وأن يُنشئ حنى ست قنوات اتصال عبر الخطوط المُستأجرة مع مُعالجات رسائل منفذ بعيدة. وَصلت الشبكة بين جهاز حاسب واحد في يوتا مع ثلاث حواسب في كاليفورنيا. لاحقاً، سمحت وزارة الدفاع للجامعات بالانضمام إلى الشبكة بغرض تشارك العتاد والبرمجيّات.

### أهداف التصميم
في مقالة مُعنونة: «تاريخ مختصر لشبكة الإنترنت» أنكر مجتمع الإنترنت أنّ شبكة الأربانت كانت مُصممة لمواجهة حرب نوويّة:
أُعدّت دراسة مؤسسة راند من قبل بول باران، الرائد في مجال تبديل الرزم. في مقابلة لاحقة أكد باران بأنّه في الوقت الذي لا تُشارك شبكة الأربانت أهداف مشروعه تماماً، فإنّ عملَه ساهم بصورةٍ كبيرةٍ في تطوّر الشبكة. في لقاء أعد خصيصاً لتوضيح بنية شبكة الأربانت امتد بين 9 و10 أكتوبر 1967م، صرّح إيلمير شابيرو (Elmer Shapiro) من معهد ستانفورد للأبحاث بأنّ طريقة باران في التوجيه واقتراحاته باستخدام رزم بيانات ذات حجم ثابت كانت مُتوقّعة.
بحسب ستيفن لوكاسيك (Stephen Lukasik) الذي تولّى منصب نائب مدير ومدير وكالة أبحاث المشاريع المُتطوّرة في الفترة الممتدة بين (1964-1967):
«كان الهدف هو استغلال تقنيات الحاسب الجديدة لتلبية احتياجات القيادة العسكريّة في مواجهة التهديدات النوويّة، والحصول على إمكانية قادرة على الصمود للتحكّم بقوى الولايات المتحدة النوويّة، وتحسين التكتيكات العسكريّة وإدارة اتخاذ القرار.»
توزّعت مهمة حساب، وإعادة الحساب الدوريّة لجداول التوجيه ضمن شبكة الأربانت. وكانت هذه الوظيفة مُساهمة جوهرية في قدرة الشبكة على مقاومة دمار كبير، بل وحتى هجومٍ نوويّ. إنّ هذه القدرة على حساب جداول التوجيه كانت تحدياً صعباً في وقت بناء الشبكة. إنّ وجود هذه الإمكانية في التصاميم الأولى لشبكة الأربانت دعّم الفرضيّات القائلة بأنّ هذه الإمكانيّة كانت هدف التصميم.
صُممت شبكة الأربانت بحيث تقاوم فقدان الاتصال مع الشبكات التي تكوّنها، والسبب الرئيسي الكامن وراء ذلك هو كون العقد ووصلات الشبكة غير موثُوقة، حتى بدون أيّ خطر نوويّ. إنّ ندرة موارد الحوسبة في وقت إنشاء الشبكة هي السبب في تضمين التصميم هذه الإمكانيات بحسب تشارلز هيرزفيلد (Charles Herzfeld)، مدير وكالة أبحاث المشاريع المُتطوّرة في الفترة بين عامي (1965-1967):
«لم يتم تشغيل شبكة الأربانت لإنشاء نظام قيادة وتحكّم قادر على النجاة من هجوم نووي، كما يدعي العديدون اليوم. إنّ بناء نظام كهذا كان بوضوح حاجةً عسكريّةً، ولكنّ لم تكن هذه الحاجة من مهمّات الوكالة. في الحقيقة كنا لنتعرض لنقدٍ شديدٍ لو حاولنا. بدلاً من ذلك، جاءت شبكة الأربانت نتيجة لإحباطنا من أن عدد الحواسب الكبيرة المخصصة للأبحاث كان محدوداً جداً، ومن كون الباحثين الذين يتوجب عليهم استخدامها بعيدون جغرافيّاً عنها.»
أُديرت شبكة الأربانت عسكريّاً طوال عقدين من العمل، حتى أُخرجت من الخدمة في العام 1990م.

### التطبيق وبدء الاستعمال

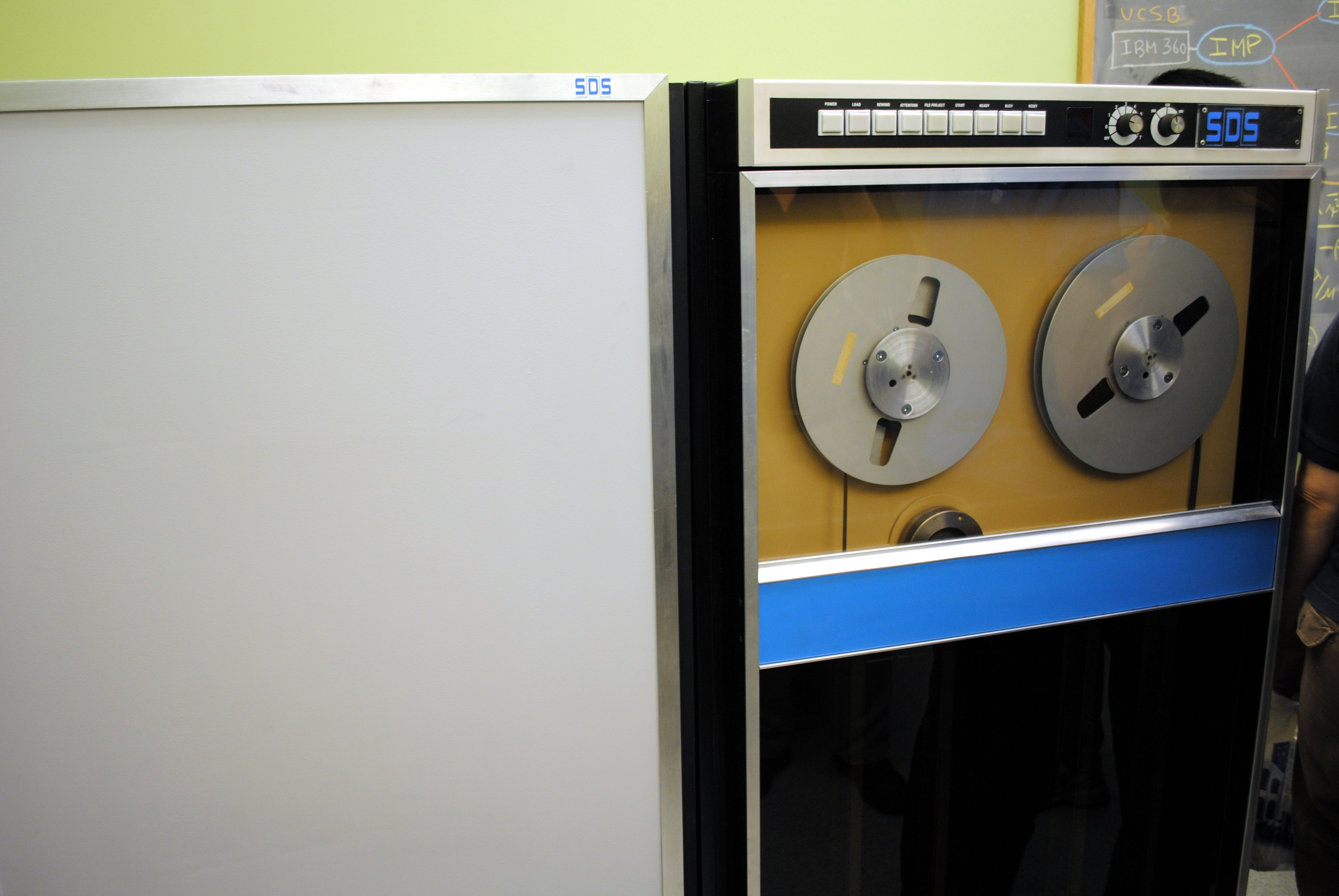
حاسوب سيغما 7 أول حاسب يتمّ وصله مع شبكة الأربانت.

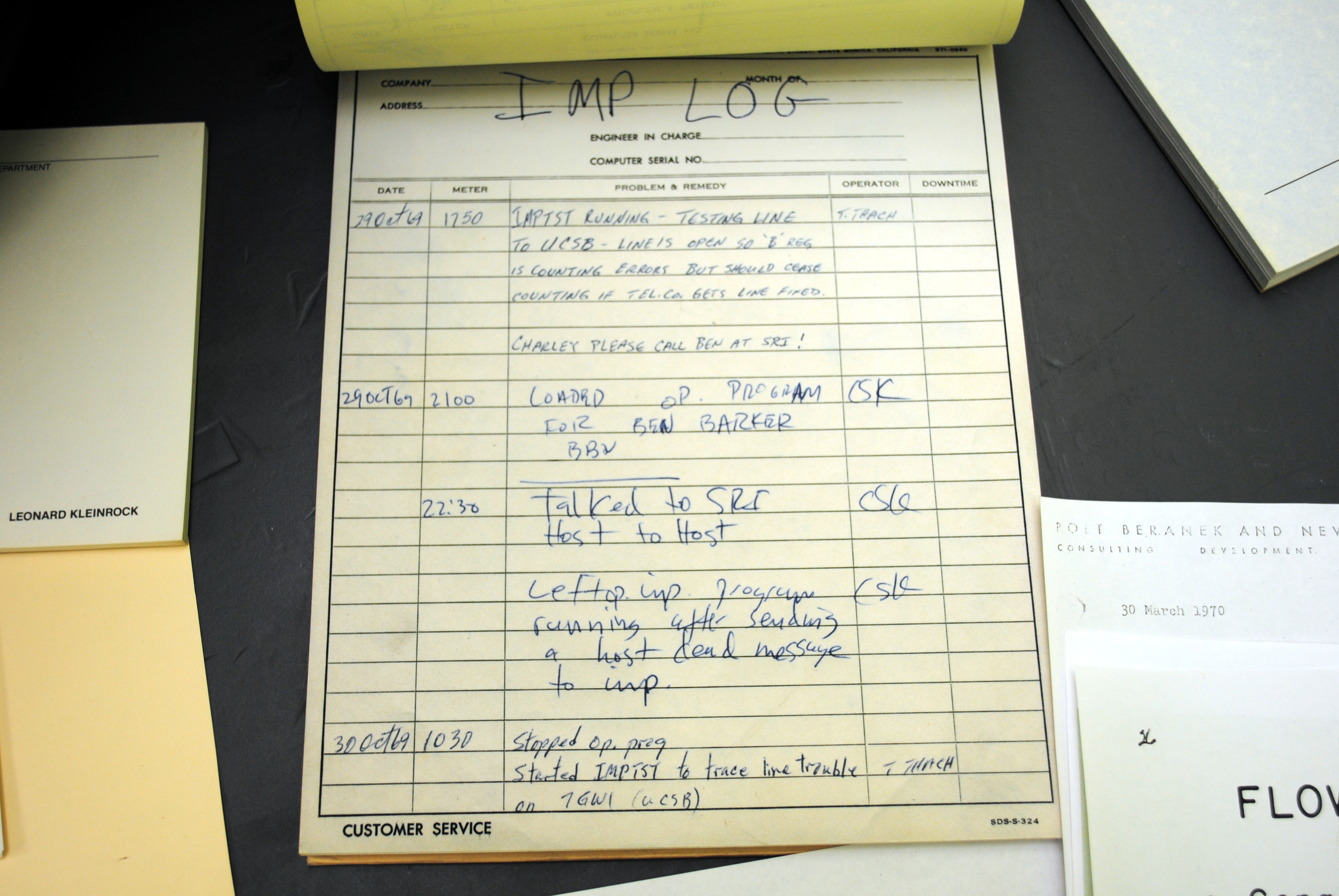
السجل الذي يوثق أول رسالة أرسلت عبر شبكة الأربانت، حصل ذلك في الساعة العاشرة والنصف مساءً في 29 أكتوبر 1969م، أرسلت هذه الرسالة من حاسب سيغما 7 في جامعة كاليفورنيا في لوس أنجلوس (UCLA) إلى حاسب أس دي أس 940 (SDS 940) في معهد ستانفورد للأبحاث.

تكوّنت شبكة الأربانت الأولى من أربعة من مُعالجات رسائل المنفذ (IMP)، تواجدت في:
- جامعة كاليفورنيا في لوس أنجلوس (UCLA): حيث أنشئ ليونارد كلينروك مركز قياسات للشبكات باستعمال حواسب من سلسلة أس دي أس سيغما (SDS Sigma) وتحديداً حاسوب سيغما 7 [34] الذي أصبح أول حواسب تُوصل إلى شبكة الأربانت.
- مركز الأبحاث المعززة (ARC) في معهد ستانفورد للأبحاث، حيث طوّر دوغلاس إنجيلبارت نظام تشغيل إن أل أس (NLS)، الذي يُعتبر من أوائل أنظمة التشغيل التي تدّعم النصوص الفائقة، استضاف الحاسب أس دي أس 940 (SDS 940)[35] من سلسلة حواسب أس دي أس سيغما هذا النظام، ليكون بذلك أول مُضيف يتُمّّ وصلُه مع الشبكة.
- جامعة كاليفورنيا في سانتا باربارا، حيث قام غلين كولر باستعمال حواسب أي بي أم بناء مركز حوسبة تفاعلي.
- مدرسة الحوسبة في جامعة يوتا (University of Utah School of Computing)، حيث انتقل سذرلاند، واستعمل حواسب ديجيتال إكوبمينت وتحديداً من العائلة بي دي بي 10 (PDP-10)[36] التي شغّلت نظام تشغيل توبس 20 (TOPS-20).

أُرسلت أول رسالة عبر شبكة الأربانت بنجاح عن طريق الطالب تشارلي كلاين (Charley Kline) من جامعة كاليفورنيا في لوس أنجلوس في الساعة العاشرة والنصف مساءاً في 29 أوكتوبر 1969م. كلاين أرسل الرسالة من حاسوب سيغما 7 إلى حاسوب أس دي أس 940 (SDS 940) في معهد ستانفورد للأبحاث، الرسالة كانت الكلمة الإنكليزية (login)، في المحاولة الأولى، أُرسل الحرفان (l) و (o) فقط، قبل أن يتوقّّف النظام عن العمل، لذلك فإنّ أول رسالة نصيّة أرسلت عبر شبكة الأربانت هي كلمة (lo). بعد ساعة، نجح كلاين بإصلاح الخطأ وتمكّن من إرسال الكلمة كاملةً. في 21 نوفمبر 1969م، أُنشئت أوّل وصلة دائمة في شبكة الأربانت وربطت بين مُعالجي رسائل المنفذ في جامعة كاليفورنيا في لوس أنجلوس ومعهد ستانفورد للأبحاث. مع حلول 5 ديسمبر، تمّ الانتهاء من إنشاء كامل الشبكة التي تصل بين العقد الأربعة.

### نموّ الشبكة وتطوّرها
في شهر مارس 1970م، بلغ امتداد شبكة الأربانت الساحل الشرقيّ للولايات المتحدّة الأميركية عندما وصل معالج رسائل المنفذ إلى شركة بي بي أن للتكنولوجيا في كامبريدج، ماساشوستس. ثُمّ توسّعت شبكة الأربانت بحسب الجدول التالي:
| التاريخ     | عدد العقد | ملاحظات                                                                          |
| ----------- | --------- | -------------------------------------------------------------------------------- |
| يونيو 1970  | 9         | العقد هي معالج رسائل المنفذ (IMP).                                               |
| ديسمبر 1970 | 13        |                                                                                  |
| سبتمبر 1971 | 18        | ضمت الشبكة 23 جامعة ومُضيف تابع للحكومة.                                          |
| أغسطس 1972  | 29        | -                                                                                |
| سبتمبر 1973 | 40        | -                                                                                |
| يونيو 1974  | 46        | -                                                                                |
| يوليو 1975  | 57        | -                                                                                |
| 1981        | 213       | العدد يُمثّل المُضيفين المُتصلين مع الشبكة، مع زيادة مضيف جديد في كل (20) يوم تقريباً |

في العام 1973م، ربطت وصلة قمر صناعيّ عابرة للمُحيط الأطلسيّ مصفُوفة الزلازل النرويجيّة (NORSAR) مع شبكة الأربانت، وجعلت هذ الوصلة النرويج أول بلد خارج الولايات المُتحدة يتصل مع الشبكة. في نفس الوقت تقريباً، ربطت وصلة أرضيّة معالج رسائل المنفذ في لندن.
في العام 1975م، أُعلن أنّ الشبكة أصبحت بوضع التشغيل (Operational). وتولّت وكالة أنظمة المُعلومات الدفاعيّة (Defense Information Systems Agency) مسؤوليّة التحكم بالشبكة.
في العام 1984م، اكتمل العمل على إعادة هيكلة الشبكة مع تخصيص شبكة خاصة لمواقع الجيش الأميركيّ سُميت شبكة ميل نت (MILNET) من أجل الاتصالات العسكريّة. وصلت بوابة خاضعة للتحكّم بين الشبكتين، وسُمّيت الشبكة الناتجة شبكة بيانات الدفاع (Defense Data Network DDN). خفف فصل الشبكات العسكرية عن المدنية عدد عقد شبكة الأربانت من 113 إلى 45 عقدة. سُمّيت شبكة ميل نت لاحقاً بشبكة مُوجّه بروتوكول الإنترنت غير المُصنّفة (Non-classified Internet Protocol Router Network NIPRNet).

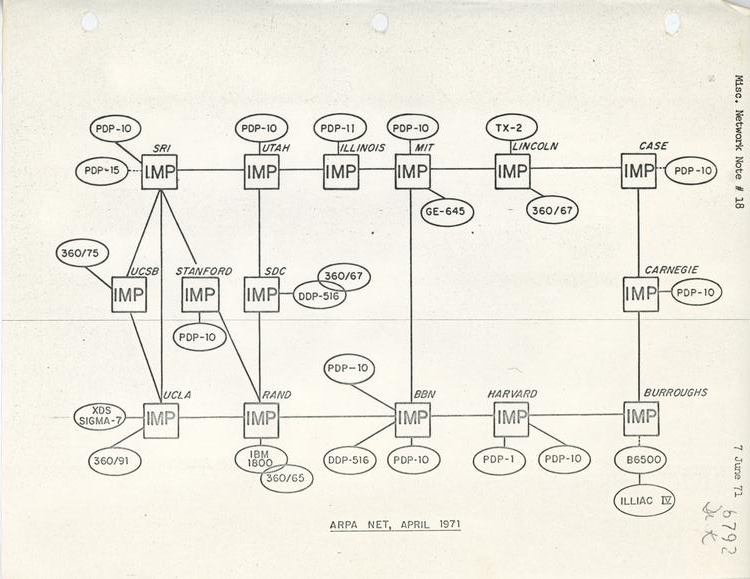
مُخطط لشبكة الأربانت في عام 1971م.
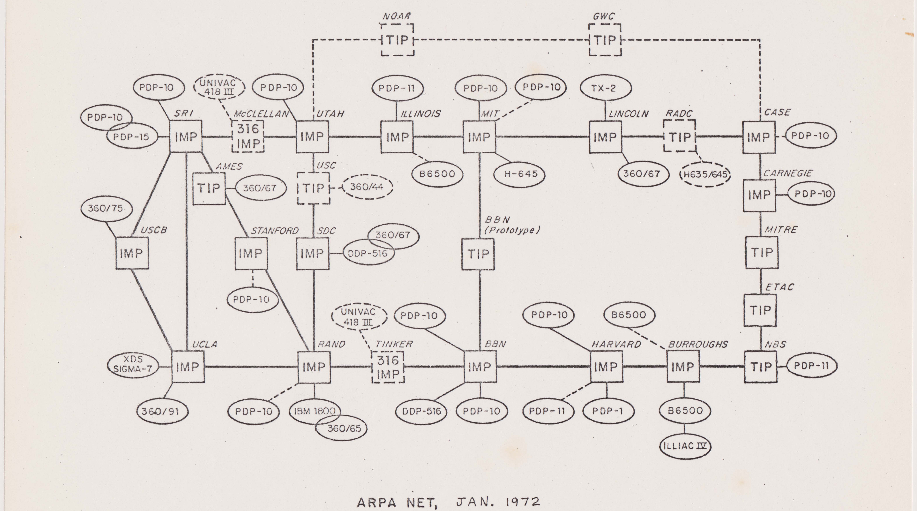
مُخطط لشبكة الأربانت في عام 1972م.
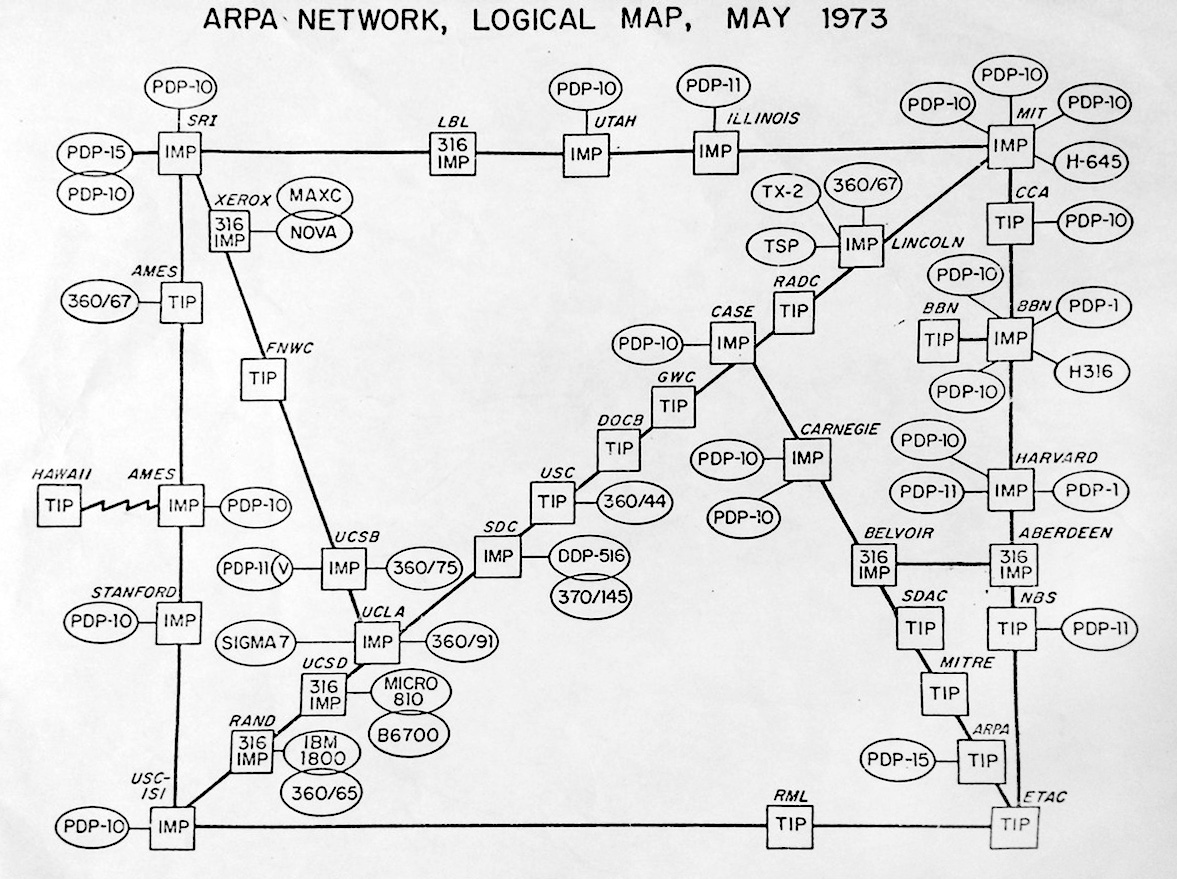
مُخطط لشبكة الأربانت في عام 1973م.
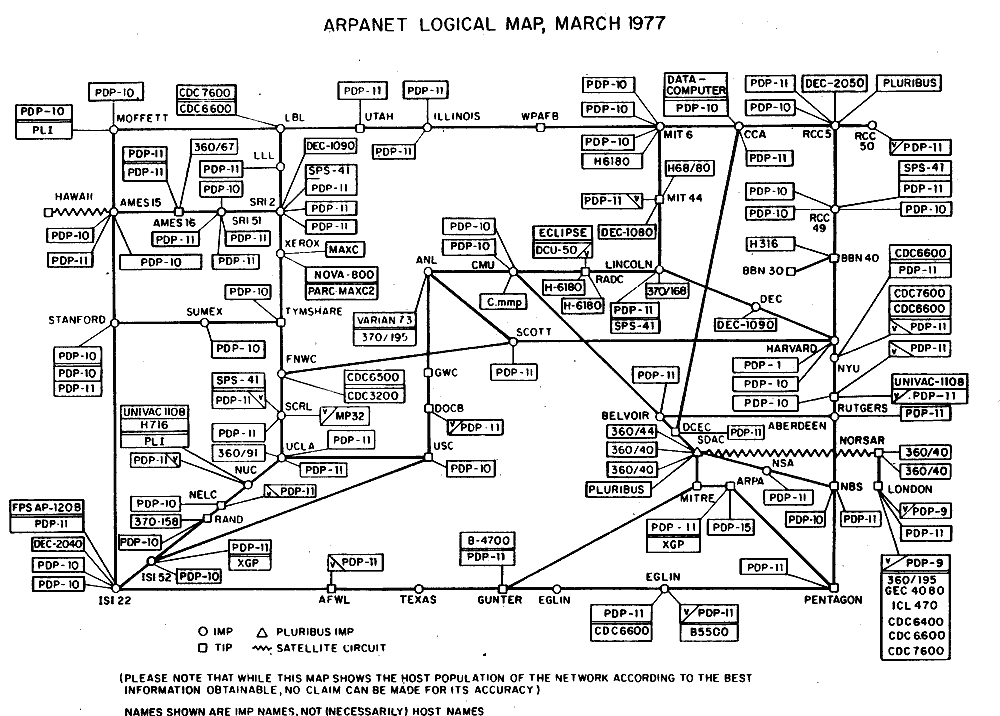
مُخطط لشبكة الأربانت في عام 1977م.
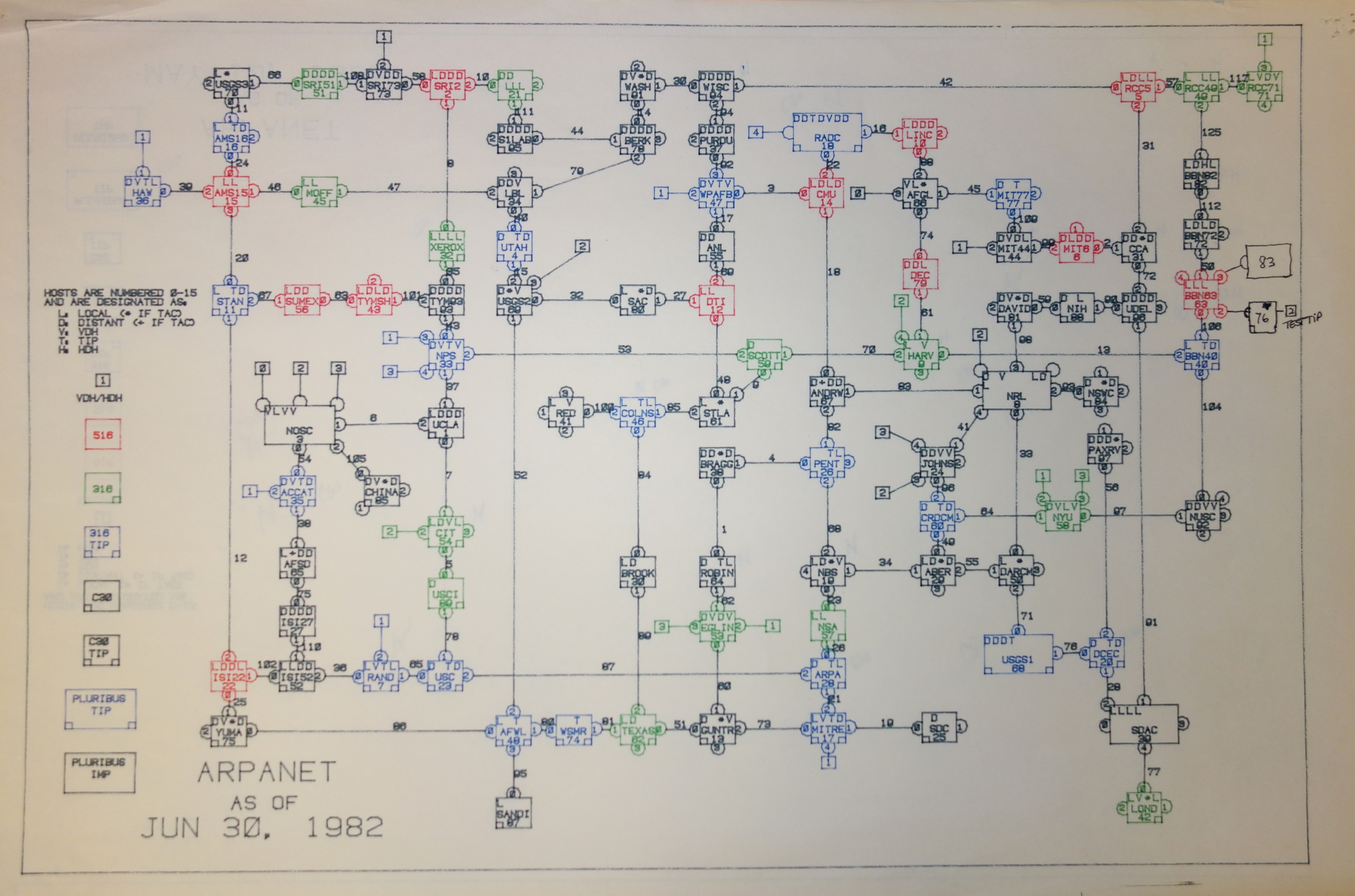
مُخطط لشبكة الأربانت في عام 1982م.
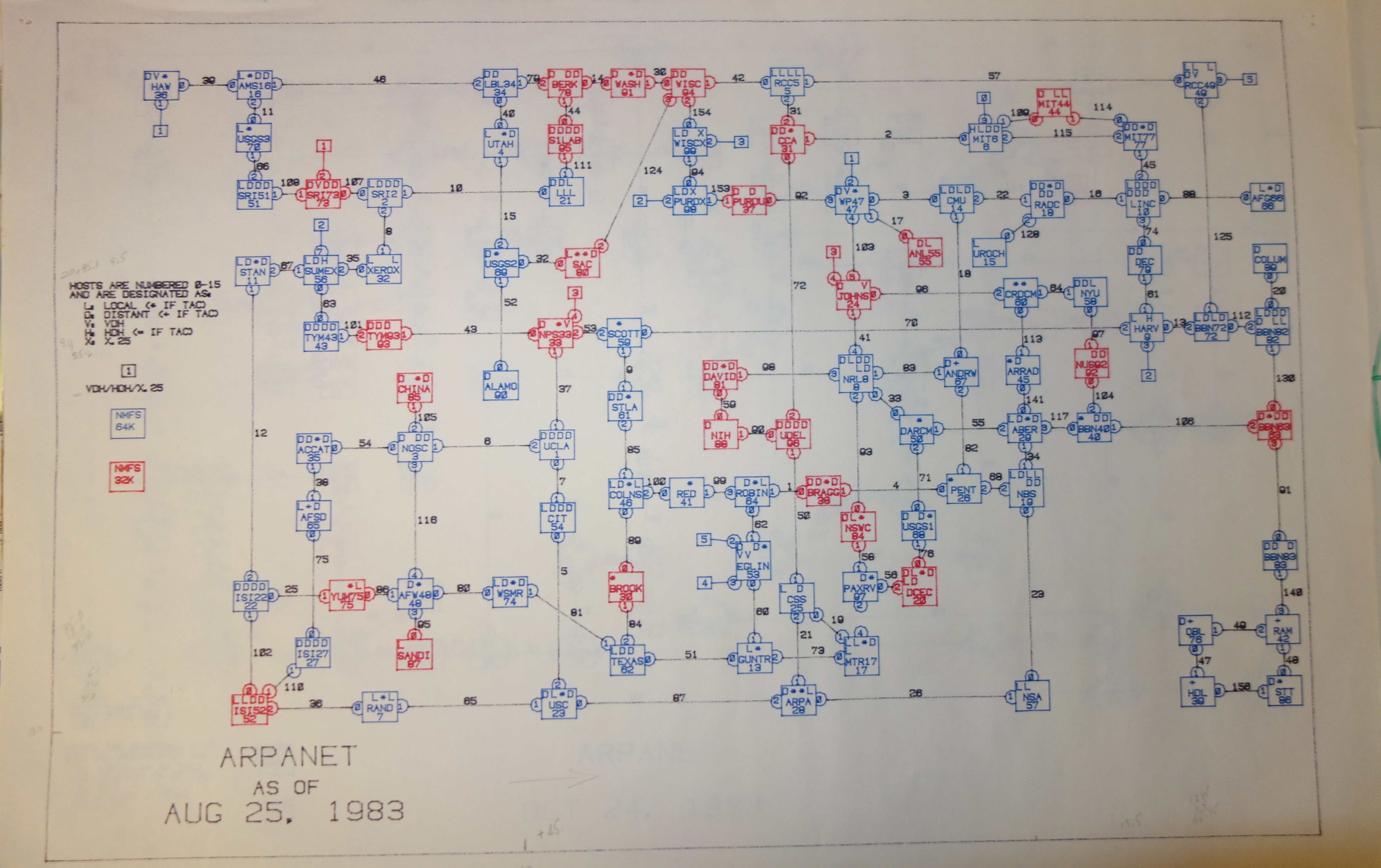
مُخطط لشبكة الأربانت في عام 1983م.
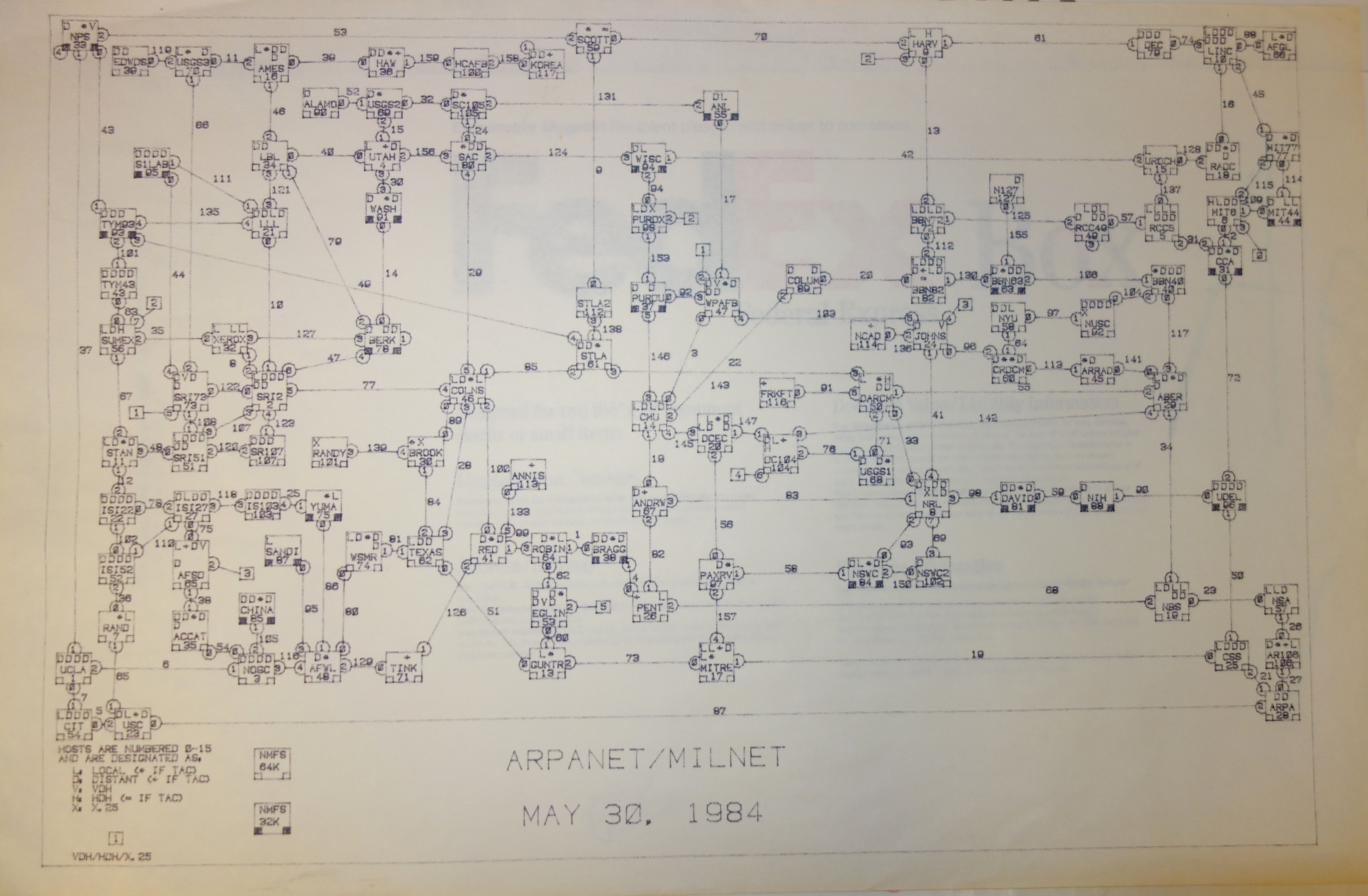
مُخطط لشبكة الأربانت في عام 1984م.
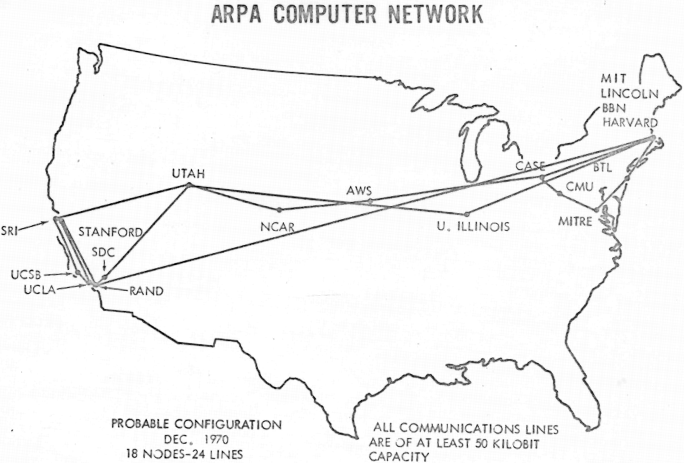
خريطة الامتداد الجغرافي لشبكة الأربانت في العام ديسمبر 1970.
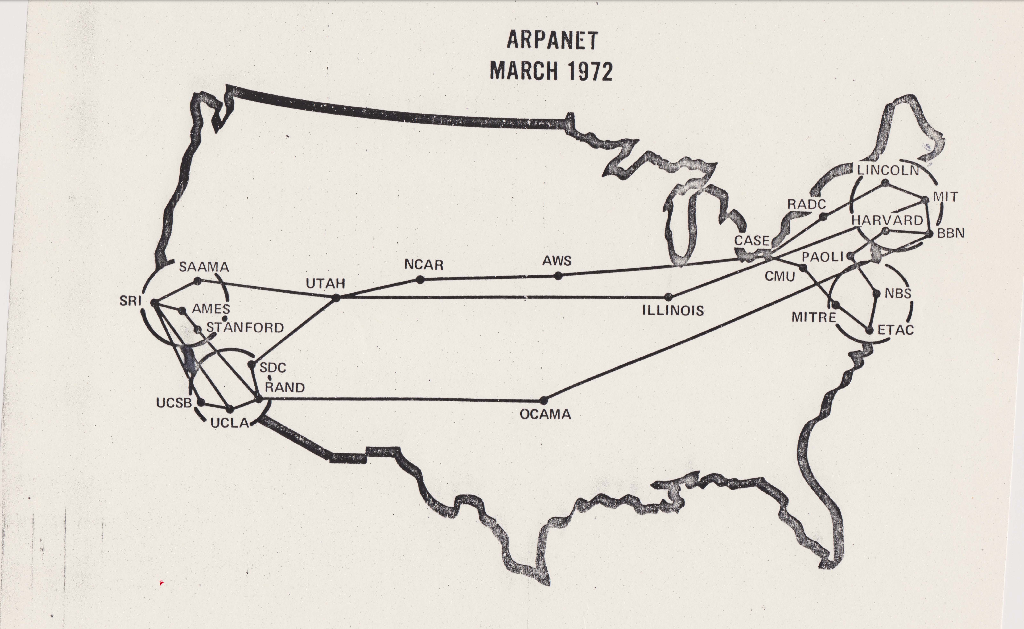
خريطة الامتداد الجغرافي لشبكة الأربانت في العام 1972.
خريطة الامتداد الجغرافي لشبكة الأربانت في العام 1974.
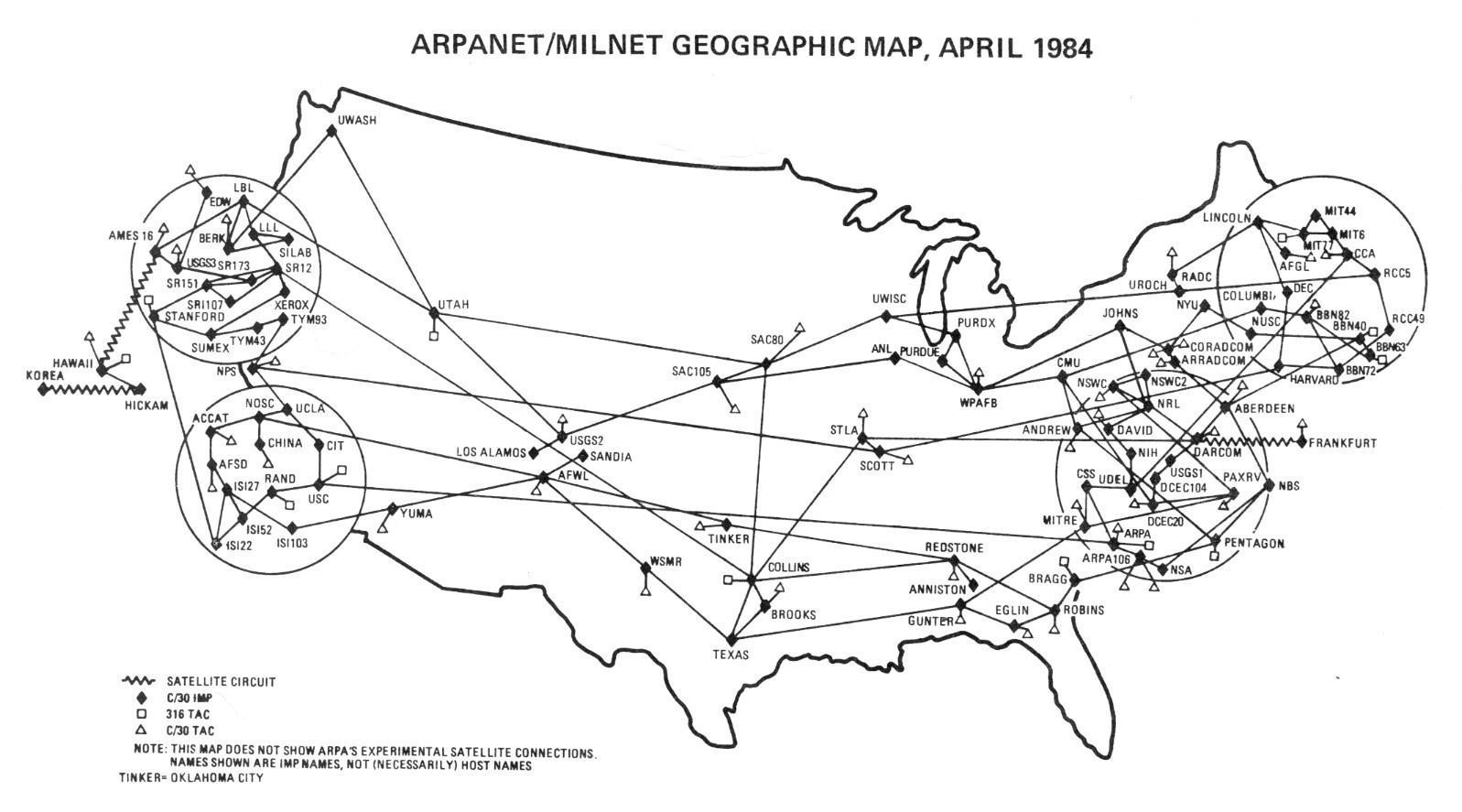
خريطة الامتداد الجغرافي لشبكة الأربانت في العام 1984م.
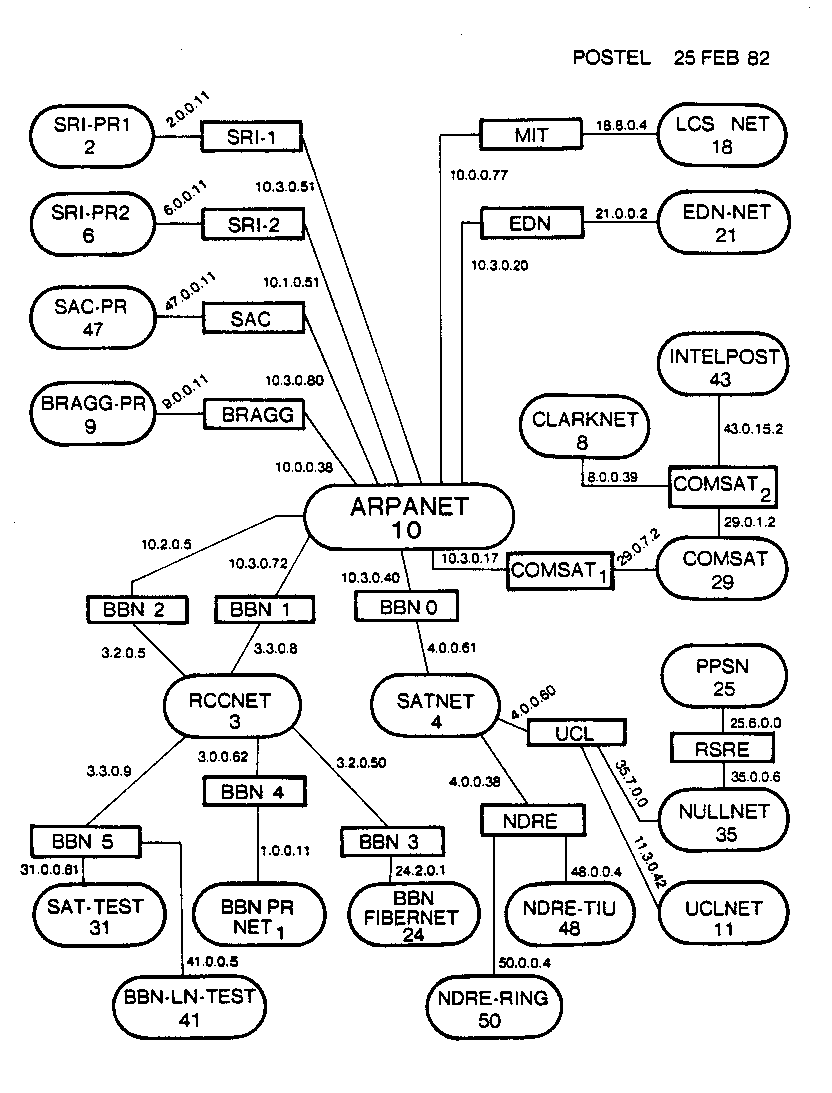
شبكة الإنترنت في العام 1982م.

### القواعد وآداب الاستعمال
بسبب التمويل الحكوميّ، ثَبّطت أو مُنعت أشكال مُعيّنة من حركة البيانات. في عام 1982م، جاء في كتيب خاص بالذكاء الصُنعيّ في معهد ماساتشوستس للتكنولوجيا ما يلي:

### التقنيّات المُستعملة

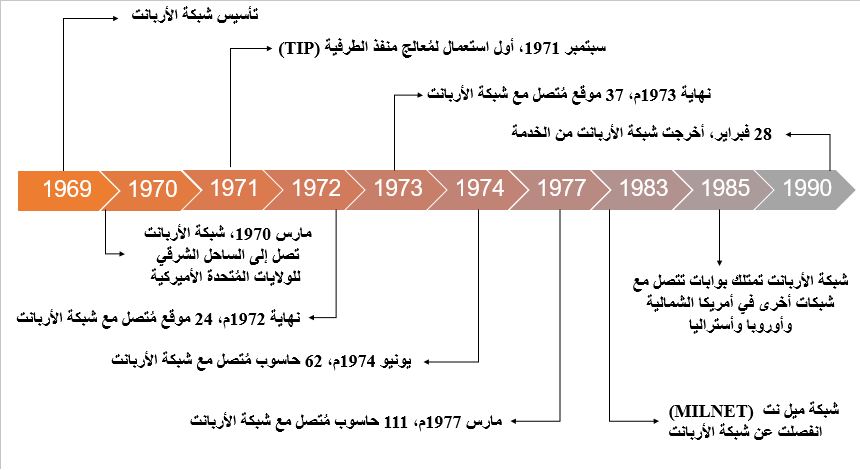
الخط الزمني لشبكة الأربانت (1969-1990م).

أضيف الدعم لدارات اتصال تربط بين معالجات رسائل المنفذ المُختلفة بمعدل نقل هو 230.4 كيلو بت في الثانيّة في العام 1970م. ولكن اعتبارات الكلفة والطاقة المُستهلكة أشارت إلى عدم فعاليّة الاستخدام.
في عام 1971م، بدء استعمال الحواسب غير المتينة، وبالتالي الأقلّ وزناً، لتكون مُعالج رسائل منفذ، وتحديداً هونيويل 316 الذي يُمكن تهيئتُه ليعمل كمُعالج منفذ الطرفيّة (TIP)، كان حاسب هونيويل 316 أكثر ملائمة كما احتوى على ذواكر داخليّة بحجم 40 كيلو بايت. لاحقاً في العام 1973م، تمّت زيادة أحجام الذواكر الداخليّة لتصبح (32) كيلو بايت في مُعالج رسائل منفذ، و (56) كيلو بايت في مُعالج منفذ الطرفيّة.
في العام 1975م، قدمت شركة بي بي إن للتكنولوجيا برمجيات تعمل على المُعالج المُتعدد بلوري باص (Pluribus)، وقد استعمل هذا المُعالج في بعض المواقع. لاحقاً في العام 1981م، قدّمت الشركة برمجيّات جديدة تعمل مع مُعالجّها الخاصّ (C/30).

## إيقاف التشغيل
في عام 1985 ، موّلت مؤسسة العلوم الوطنية (NSF) إنشاء مراكز وطنية للحوسبة الفائقة في عدة جامعات، ووفّرت إمكانية الوصول إلى الشبكة والترابط الشبكي مع مشروع شبكة المؤسسة الوطنية للعلوم NSFNET في عام 1986 . وأصبحت شبكة المؤسسة الوطنية للعلوم العمود الفقري للإنترنت للوكالات الحكومية والجامعات.
وتم إيقاف تشغيل مشروع ARPANET رسميًا في عام 1990 . وتمّ التخلص تدريجيًا من أجهزة IMP وTIP الأصلية مع إغلاق ARPANET بعد إطلاق شبكة المؤسسة الوطنية للعلوم ، ولكن بعض أجهزة IMP ظلت في الخدمة حتى يوليو ١٩٩٠. 

في العام 1983م، حلّت حزمة بروتوكولات الإنترنت محل برنامج التحكّم بالشبكة، وأصبحت شبكة الأربانت جزءاً من شبكة أكبر هيشبكة الإنترنت.

في عام 1981م، نشرت وكالة مشاريع الأبحاث المُتطورة بالتعاون مع شركة بي بي إن للتكنولوجيا تقريراً مشتركاً بعنوان: «تاريخ الأربانت: العقد الأول» (History of Arpanet: the first decade) جاء فيه:
| أربانت | ... إنّه لمن المُناسب الانتهاء بالإشارة إلى أن برنامج الأربانت أثر بشكلٍ قويّ ومباشر على دعم وقوة علم الحاسب، الذي تفرعت الشبكات نفسها عنه. | أربانت |

## البرمجيّات والبروتوكولات
كان بروتوكول 1822، الذي حدد ربط حاسب مُضيف مع معالج رسائل المنفذ هو نقطة البداية لمفهوم الاتصال بين المضيفين في شبكة الأربانت في العام 1969. صُممت بُنية الرسالة لتعمل بشكلٍ لا لُبس فيه على طيفٍ واسعٍ من بُنى الحاسب المُختلفة. تتألّف الرسالة الخاصّة ببروتوكول 1822 من مجموعة من الحقول أهمها حقلي نوع الرسالة وعنوان المُضيف بالإضافة إلى حقل المُعطيات. لإرسال رسالة مُعطيات إلى مُضيف آخر، يقوم المُضيف المُرسل بإنشاء رسالة مُعطيات تتضمّن عنوان المُضيف الهدف والمُعطيات التي يُراد إرسالها، ثُمّ تُرسل الرسالة عبر المنفذ الذي يدعم البروتوكول. يقوم معالج رسائل المنفذ بعدها بإيصال الرسالة إلى عنوان الهدف، إمّا بإيصالها إلى مُضيف مُتصل معه بشكلٍ مُباشر أو بإيصالها إلى معالج رسائل منفذ آخر. عندما تصل الرسالة إلى وجهتها أخيراً، يقوم معالج رسائل المنفذ المُستقبل بإرسال إشعار استلام يُسمّى إشعار الجهوزيّة لاستلام للرسالة التاليّة (Ready for Next Message RFNM acknowledgement) إلى معالج رسائل المنفذ المتصل مع المُضيف المرسل.
على عكس شبكة الإنترنت اليوم، فقد صُممت شبكة الأربانت بحيث تكون موثُوقة، حيث تنقل الرسائل بشكل موثُوق، وإبلاغ المُضيف المصدر في حال فقدان الرسالة. إنّ الإصدارين الرابع والسادس من بروتوكول الإنترنت غيرُ موثوقين، وهما يعتمدان على بروتوكول التحكّم بالنقل (TCP) الذي يعمل في طبقة النقل ليقوم بالوظائف المُرتبطة بالوثوقيّة. عانى بروتوكول 1822 بشكلٍ مُلحوظ في الحالات التي يوجد فيها أكثر من اتصال لأكثر من تطبيق في نفس المُضيف، وقد جرى التعامل مع هذه المشكلة في برنامج التحكّم بالشبكة (NCP)، حيث أمّن البرنامج طريقة قياسية لإنشاء قنوات اتصال موثُوقة ثُنائيّة الاتجاه مُتحكّم بالتدفق فيها بين عدّة عمليات في عدة مُضيفين. سمح برنامج التحكّم بالشبكة للتطبيقات بالاتصال عبر شبكة الأربانت باستخدم بروتوكولات خاصّة، وكان هذا مُقدّمة لمفهوم الطبقات والتغليف الذي بُني نموذج الاتصال المعياري (OSI) على أساسه.
في عام 1983، حلّت حزمة بروتوكولات الإنترنت محلّ برنامج التحكّم بالشبكة، وأصبحت هذه الحزمة هي العمود الفقري لشبكة الإنترنت لاحقاً.

### تطبيقات الشبكة
أمّن برنامج التحكّم بالشبكة مجموعة من الخدمات القياسيّة التي يمكن مُشاركتها من قبل عدة تطبيقات عاملة على مُضيف واحد. قاد ذلك إلى تطّور بروتوكولات التطبيقات، التي استفادت من وجود ووظائف بروتوكولات الاتصالات، ولكنّها عملت بشكلٍ مُستقلٍ عنّها.
في عام 1971، نجح راي توملينسون من شركة بي بي إن للتكنولوجيا في إرسال أول رسالة بريد إلكتروني عبر الشبكة، وكان أول من استخدم المحرف (@) في عناوين البريد الإلكترونيّ. في العام 1973، أصبحت رسائل البريد الإلكتروني المتبادلة تشكل 75% من حركة المُعطيات عبر الشبكة، وطُوّر واستُعمل بروتوكول نقل الملفات، ليُصبح بالإمكان نقل الملفات عبر شبكة الأربانت. في العام 1977، طُوّر واستُعمل بروتوكول الصوت في الشبكة (NVP)، ولكن الخدمات المُرتبطة به لم تعمل بشكل جيد لغياب التكنولوجيا اللازمة لدعمها، واحتاج الأمر (20) عاماً أخرى قبل أن يطرح الاتحاد الدولي للاتصالات أول معيار لاتصالات الصوت والصورة هو المعيار أتش 323 (H.323).

### حماية كلمات المرور
طوّرت خوارزمية التجزئة المسماة كثير حدود بوردي (Purdy polynomial)، على يد جورج بوردي (George Purdy) في العام 1971م بناء على طلب من لورانس روبرتس الذي كان يرأس مكتب تقنيات معالجة المعلومات [الإنجليزية] في وكالة أبحاث المشايع المُتطوّرة وقتها. اعتمدت طريقة بوردي على كثير حدود من الدرجة (224) وعدد أولي بطول (64) بت. استخدمت هذه الخوازمية لاحقاً من أجل حماية كلمات المرور في نظام الذاكرة الافتراضية المفتوح (Open VMS) المطوّر من قبل شركة ديجيتال إكوبمينت.

## شبكة الأربانت في الثقافة الشعبية
أثّرت شبكة الأربانت في الثقافة الشعبية كما في الحياة العامة، فيما يلي باقة من المواضع المختلفة التي ذكرت فيها شبكة الأربانت في الفن والأدب:
- في عام 1972، أخرج بيتر تشفاني (Peter Chvany) بالتعاون مع ستيفن كينغ فلمًا وثائقيًّا مدته (30) دقيقة بعنوان: شبكات الحاسب: رواد تشارك الموارد (Computer Networks: The Heralds of Resource Sharing)، ظهر فيه عدد من المُطورين الأساسيين لشبكة الأربانت وبروتوكولات الاتصالات مثل إيفان سذرلاند وروبرت خان وغيرُهم.[70]
- في الحلقة العشرين من الموسم السادس من المسلسل الأميركي بنسون ظهرت أول إشارة لشبكة الإنترنت أو أحد أسلافها في العروض التلفزيونيّة، تضمّنت الحلقة مشهد يحصل فيه نفاذ إلى شبكة الأربانت.[65][71]
- في الحلقة الثالثة من المُوسم الخامس من المُسلسل الأميركي الملفات الغامضة يُشار إلى شبكة الأربانت، حيث يحصل اختراق للشبكة بهدف الحصول على معلُومات حساسّة.[72][73]
- وردّ ذكر شبكة الأربانت في المسلسل الأميركي الأميركيون[74] مرتين، المرة الأول في الحلقة الخامسة من الموسم الثاني التي سُميّت الصفقة (The Deal)[75] حيث يعرض أحد العملاء اختراق شبكة الأربانت مقابل عدم تسلميه إلى الطرف الروسي، والمرة الثانية في الحلقة السابعة من الموسم الثاني والتي سُميت شبكة الأربانت (Arpanet)،[76] وفيها تحصل محاولة للتنصت على اتصالات الحكومة الأميركية من خلال النفاذ إلى شبكة الأربانت.
- في المسلسل الأميركي شخص مثير للاهتمام (Person of Interest)[77] ذكرت أحداث مرتبطة بحادثة اختراق شبكة الأربانت في العام 1980م.[78] وكان ذلك في الحلقة الحادية عشرة من الموسم الثاني، والتي سمُيت «محيط الدائرة» (2PiR).[79]
- في الموسم الثالث من المسلسل الأميركي توقّف وامسك النار (Halt and Catch Fire)[80] يكتشف أحد الشخصيات عن إمكانية التسويق عبر شبكة الأربانت.
- هناك فنان مُوسيقى إلكترونيّة يٌسمى «أربانت»، اسمه الحقيقي هو جيرالد دونالد (Gerald Donald)، وقد أطلق ألبومّاً غنائيّاً في العام (2002) تحت عنوان «الإنترنت اللاسلكي» (Wireless Internet).[81][82]
- ذكر الروائي الأميركي توماس بينشون شبكة الأربانت مرتين في رواياته، الأولى كانت في رواية نائب بالفطرة (Inherent Vice)[83] والثانية في روايته الحافة النازفة (Bleeding Edge).[84]

## وصلات خارجية
- الأحداث الرئيسية: إنشاء شبكة الأربانت، 1969، مقالة من صفحة تاريخ التقنية والهندسة.
- ليونارد كلينروك، مقالة عن أحد المؤسسين لشبكة الأربانت بقلم جيرالد بورنر.
- مقالة من متحف تاريخ الحاسب بمُناسبة مرور 40 عام على أول نقل للبيانات عبر شبكة الأربانت.
- صفحة مركز كلينروك لتاريخ الإنترنت، جزء من مكتبة جامعة كاليفورنيا في لوس أنجلوس.
- الأربانت وشبكات الحاسب، مقالة بقلم لورانس روبرتس.

## قراءة موسّعة

### كتب
- Arthur L. Norberg; Judy E. O'Neill (2000). Transforming Computer Technology: Information Processing for the Pentagon, 1962-1986 (بالإنجليزية). Johns Hopkins University Press. p. 153-196. ISBN:0801863694.
- Katie Hafner (2003). Where Wizards Stay Up Late: The Origins of the Internet (بالإنجليزية). Free Press. ISBN:0743468376.
- Janet Abbate (1999). Inventing the Internet (بالإنجليزية) (الأولى ed.). The MIT Press. p. 36-111. ISBN:0262011727. Archived from the original on 2022-06-03.
- Michael Banks (2008). On the Way to the Web: The Secret History of the Internet and Its Founders (بالإنجليزية) (الأولى ed.). Apress. ISBN:1430208694.
- Peter H. Salus (1995). Casting the Net: From ARPANET to INTERNET and Beyond (بالإنجليزية) (الأولى ed.). Addison-Wesley Professional. ISBN:0201876744.
- M. Mitchell Waldrop (2001). The Dream Machine (بالإنجليزية) (الأولى ed.). Viking Adult. ISBN:0670899763. Archived from the original on 2022-03-19.

### مُقابلات مكتوبة
- مقابلة مع روبرت خان.
- مقابلة مع فينت سيرف.
- مقابلة مع بول باران.
- مقابلة مع ليونارد كلينورك.
- مقابلة مع لورانس روبرت.
- مقابلة مع ستيفت لوكاسيك.

### أخرى
- كتيب المعلومات الخاص بشبكة الأربانت، كُتيب عن شبكة الأربانت من وكالة الاتصالات الدفاعيّة.
- تاريخ الأربانت: العقد الأول: تقرير مُعدّ من قبل شركة بي بي أن للتكنولوجيا (BBN) ووكالة أبحاث المشاريع المُتطورة (ARPA).